# Zwerg-Augentrost
Der Zwerg-Augentrost (Euphrasia minima) ist eine Pflanzenart aus der Gattung Augentrost (Euphrasia) in der Familie der Sommerwurzgewächse (Orobanchaceae). Es handelt sich um einen Halbschmarotzer.

## Beschreibung

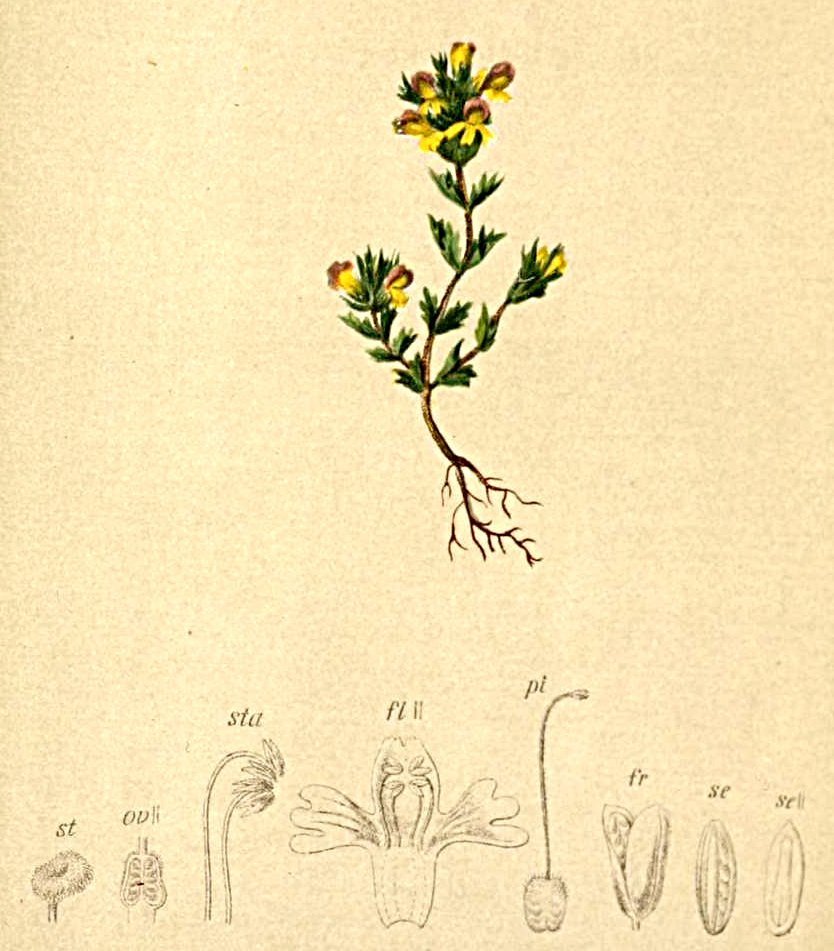
Illustration aus Atlas der Alpenflora

### Vegetative Merkmale
Der Zwerg-Augentrost ist eine zierliche, einjährige krautige Pflanze und erreicht Wuchshöhen 2 bis 15 Zentimetern. Der Stängel ist aufrecht und meist unverzweigt, bei größeren Individuen jedoch verzweigt. Die Laubblätter sind bis zu 15 Millimeter lang und besitzen ein bis vier grannenlose Zähne.

### Generative Merkmale
Die Blütezeit reicht von Juli bis September. Die Blüten sitzen einzeln in den oberen Blattachseln. Die zwittrigen Blüten sind zygomorph. Die weiße oder gelbe Krone ist 5 bis 7 Millimeter lang. Auffällig sind die dunklen Schlundadern und das gelbe Saftmal. Die Oberlippe ist hochgeklappt und bräunlich bis violett. Die Unterlippe ist dreiteilig.
Die Chromosomenzahl beträgt 2n = 44.

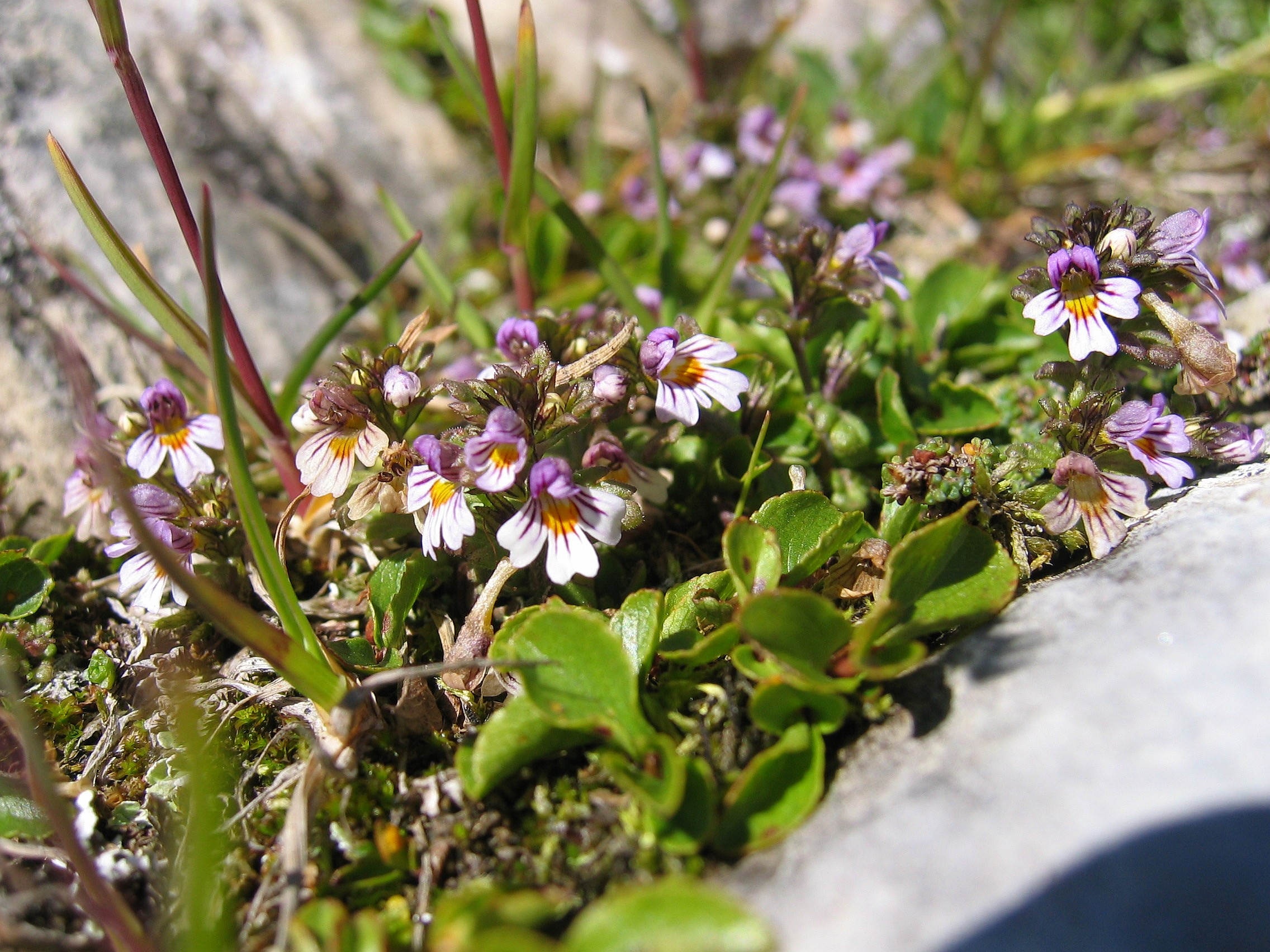
Habitus und Blüten

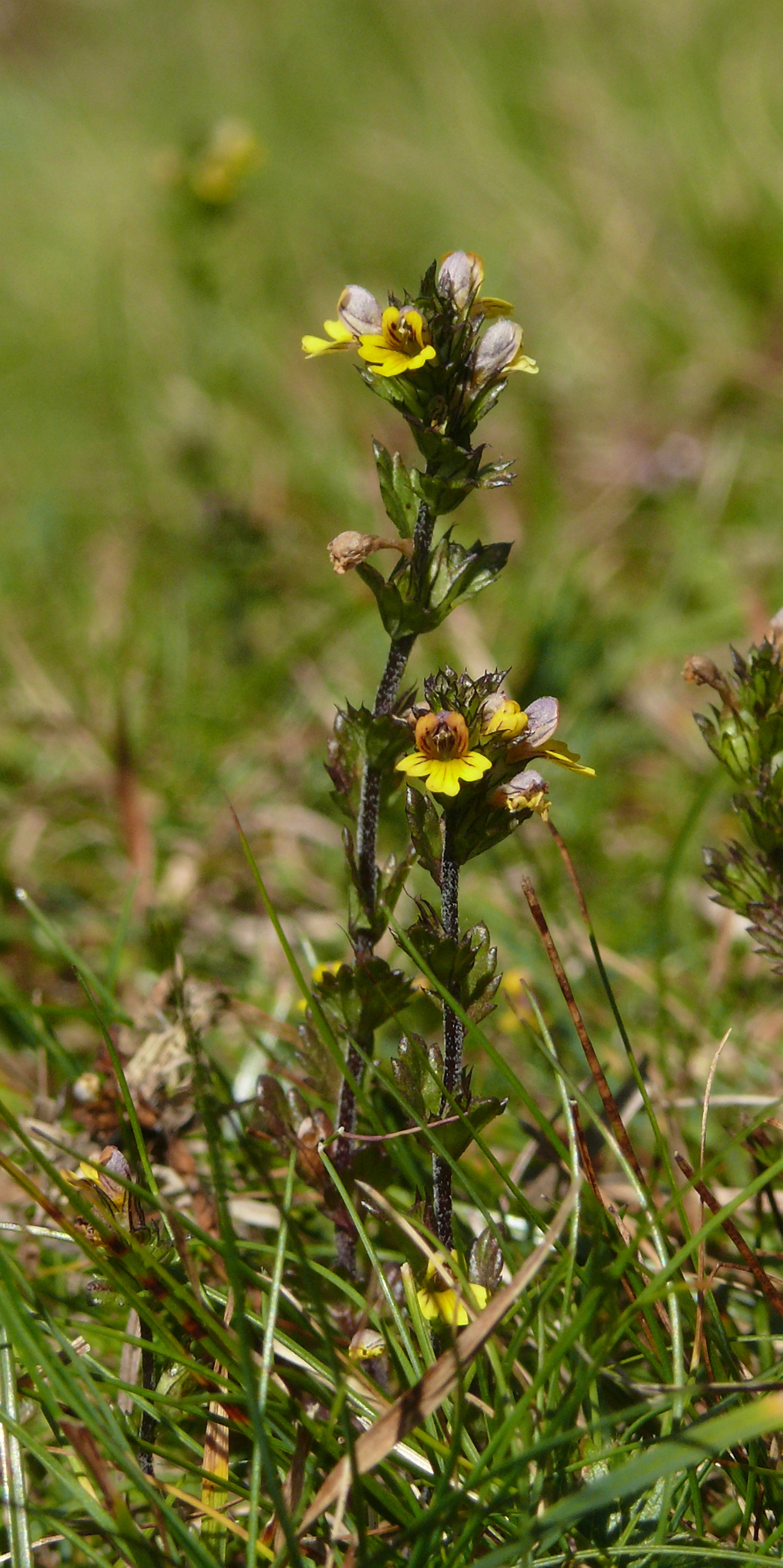
Habitus und Blüten

## Ökologie
Diese Art gehörte zu den wenigen einjährigen Pflanzen der Alpenflora. Sämtliche Energie wird in die Fortpflanzungsorgane geleitet, um den Keimpflanzen einen guten Start zu ermöglichen. So wird ein hoher Anteil der Stickstoffproduktion der Mutterpflanze in die Samen geleitet, die schon im Herbst keimfähig sind und unter dem Schnee überwintern.

## Standortbedingungen
Als Standort werden Magerrasen mit kalkarmen Böden, in Höhenlagen von 1200 bis 3300 Metern bevorzugt. In den Allgäuer Alpen kommt er in Höhenlagen von 1000 bis 2200 Metern vor.
Die ökologischen Zeigerwerte nach Landolt & al. 2010 sind in der Schweiz: Feuchtezahl F = 2+ (frisch), Lichtzahl L = 5 (sehr hell), Reaktionszahl R = 2 (sauer), Temperaturzahl T = 1+ (unter-alpin, supra-subalpin und ober-subalpin), Nährstoffzahl N = 2 (nährstoffarm), Kontinentalitätszahl K = 3 (subozeanisch bis subkontinental).
Der Zwerg-Augentrost ist Charakterart der Krummseggenrasen (Curvuletum)  und Zwergstrauchheiden. Er ist eine Charakterart der Klasse Juncetea trifidi.
Obwohl eine einzelne Pflanze sehr klein ist, kann sie bei massenhaftem Auftreten den Weideertrag beträchtlich mindern.

## Systematik und Verbreitung
Die Erstveröffentlichung von Euphrasia minima erfolgte 1805 durch Nikolaus Joseph Freiherr von Jacquin in Augustin Pyramus de Candolle und Lamarck: Flore Francaise, ou Descriptions Succinctes de Toutes les Plantes qui Croissent Naturellement en France ..., 3. Auflage, 3, Seite 473.
Das Verbreitungsgebiet des Zwerg-Augentrosts umfasst die Alpen und die europäischen Gebirge von den Pyrenäen bis zum Balkan. In Österreich ist Zwerg-Augentrost häufig – fehlt in Burgenland und Wien.
Man kann von Euphrasia minima folgende Unterarten unterscheiden:
- Euphrasia minima DC. subsp. minima: Sie kommt in Spanien, Frankreich, Korsika, Italien, Deutschland, Österreich, in der Schweiz, auf der Balkanhalbinsel, in Rumänien, Bulgarien und Polen vor.[4]
- Euphrasia minima subsp. davisii Yeo: Sie kommt in der Türkei vor.[4]
- Euphrasia minima subsp. masclansii O.Bolòs & Vigo: Sie kommt in Spanien vor.[4]
- Euphrasia minima subsp. sicardii (Sennen) O.Bolòs & Vigo: Sie kommt in Spanien vor.[4]
- Euphrasia minima subsp. tatrae (Wettst.) Hayek: Sie kommt in Polen, in der Slowakei, in Rumänien, Bulgarien und in der Ukraine vor.[4]